# Kengo Kawamata
Kengo Kawamata (Saijō, Prefectura d'Ehime, Japó, 14 d'octubre de 1989) és un futbolista japonès. Va disputar 5 partits amb la selecció del Japó.

## Estadístiques
| Selecció del Japó | Selecció del Japó | Selecció del Japó |
| Anys              | Partits           | Gols              |
| ----------------- | ----------------- | ----------------- |
| 2015              | 5                 | 1                 |
| Total             | 5                 | 1                 |